# Kończyce (województwo podkarpackie)
Kończyce – wieś w Polsce położona w województwie podkarpackim, w powiecie niżańskim, w gminie Nisko.
W latach 1975–1998 miejscowość administracyjnie należała do województwa tarnobrzeskiego.
W Kończycach urodził się Artur Hausner - poseł na Sejm.